# Non aver paura
Non aver paura è un film del 2005 diretto da Angelo Longoni.

## Trama
Laura e Franco si sono separati ed entrambi usano il figlio Luca per farsi del male l'un l'altra. Il bambino è vittima della tensione fra i genitori e per consolazione si inventa un amico immaginario che è il suo alter ego. La vicenda si tinge di thriller quando un uomo misterioso inizia a importunare Laura inducendola a nascondere il figlio. Franco, non riuscendo a rintracciare il figlio non si rassegna e lo cerca fino a trovarlo.